# SR2 Kulturradio
SR 2 Kulturradio es la emisora de la SR especializada en música clásica y programación cultural, creada en 1967. En sus inicios fue un canal musical variado, pero hacia los años 70 y 80 se orienta hacia la música clásica e internacional.
- Datos: Q834395